# Amarins Wierdsma
Amarins Wierdsma (Utrecht, 25 mei 1991) is een Nederlands violiste.

## Opleiding
Amarins Wierdsma, dochter van dirigent en pianist Oane Wierdsma (1954-2008) en klarinettiste Nancy Braithwaite, begon met vioolspelen toen ze 2½ jaar oud was, volgens de Suzuki-methode. Ze had les van Coosje Wijzenbeek van haar vijfde tot haar achttiende. In die periode concerteerde ze met de Fancy Fiddlers o.l.v. Coosje Wijzenbeek. Tevens volgde ze zomercursussen met hen te Ftan en gaven ze concerten in het Engadin. Inmiddels volgt zij de vakopleiding aan het Conservatorium van Amsterdam bij Vera Beths.
Masterclasses ontving ze van o.a. Emmy Verhey, Herman Krebbers, Anner Bijlsma, David Takeno, Philippe Graffin, Gerhard Schulz, Pierre Amoyal, Krzysztof Wegrzyn, Sherban Lupu en Mark Lubotsky.

## Carrière
Wierdsma is naast haar studie actief als soliste bij orkesten. Ze soleerde bij Jeugdorkest Constantijn in De Zomer van Vivaldi en bij het Haydn Jeugd Strijkorkest. In december 2009 was ze een van de solisten in het Concert voor vier violen en strijkorkest van Vivaldi tijdens het Internationaal Kamermuziek Festival Utrecht van Janine Jansen.
In april/mei 2011 maakte Wierdsma met andere winnaressen van het Prinses Christina Concours, Niki Treurniet, Didel Bish, een tournee voor de Netherland-America Foundation met uitvoeringen in Los Angeles, San Francisco, Vancouver en Washington D.C.. In maart 2012 vertegenwoordigden het duo Bish & Wierdsma en het trio Strings Attached het Conservatorium van Amsterdam op het HARMOS kamermuziek festival te Porto.
Kamermuziekensembles waarin Wierdsma actief is:
- Engadin Kwartet: Amarins Wierdsma, viool, Jeanine van Amsterdam, viool, León van den Berg, altviool, Anton Spronk, cello
- Duo Didel Bish Piano & Amarins Wierdsma, viool
- Strings attached: Amarins Wierdsma viool, Dana de Vries cello, Didel Bish Piano
- Duo Harris & Wierdsma: Amarins Wierdsma Viool, Nicholas Harris Piano
- Espiga Trio: Maria Sofia Espiga Fonseca altviool, Amarins Wierdsma viool, Isabel Vaz cello
- Intercontinental Ensemble: Amarins Wierdsma viool, Ruña ‘t Hart viool, Isa Juárez altviool, Nico Cobo cello, Ho Lo Pang contrabas, Andrea Alvarez klarinet, Carlos Rosas hobo (in wisselende samenstelling afhankelijk van de uit te voeren muziek)

Eerder speelde ze in:
- FAISCA strijkkwartet met Wiesje Nuiver Viool, Amarins Wierdsma viool, Hannah Strijbos altviool en Keimpke Zigterman cello

Wierdsma speelt op een viool van Giovanni Battista Guadagnini 1764, in bruikleen van het Nationaal Muziekinstrumentenfonds.

## Prijzen en onderscheidingen
- Iordens Viooldagen 2006: Eerste prijs, categorie 13 tot 15 jaar.
- Davina van Wely Vioolconcours 2007: Eerste prijs
- Stichting Jong Muziektalent Nederland: Jong Muziektalent van het Jaar 2007
- Peter de Grote Festival Groningen 2007: Labberté-Hoedemaker prijs
- Charles Hennen Concours Heerlen 2007: Faisca Strijkkwartet: Eerste prijs
- Prinses Christina Concours 2009: Regionaal: Eerste prijs; Nationaal: Derde prijs.
- Kamermuziekfestival Hoorn 2011 door het duo Didel Bish en Amarins Wierdsma: Eerste prijs.
- Serie Kanjers-Jong Talent in De Leest, Waalwijk, 2012: het duo Didel Bish en Amarins Wierdsma: Eerste prijs (Kanjerprijs/Publieksprijs).
- Kersjes van de Groenekan Prijs-vioolbeurs 2012: aanmoedigingsprijs voor een jonge talentvolle Nederlandse belofte voor een studie in het buitenland[4]
- Nationaal Vioolconcours Oskar Back 2013: Derde Prijs; de jury complimenteerde Wierdsma met haar temperamentvolle spel en haar grote podiumpersoonlijkheid.